# Betty Manyolo
Estelle Betty Manyolo (sinh 1938) là một Uganda họa sĩ và người in ấn.

## Tiểu sử
Betty Manyolo là một Muganda, và là một trong mười đứa trẻ. Bà học nghệ thuật tại Trường Mỹ thuật tại Makerere College. Sau này trong sự nghiệp của mình, bà làm việc như một nghệ sĩ cho Bộ Y tế của Uganda.

## Công trình

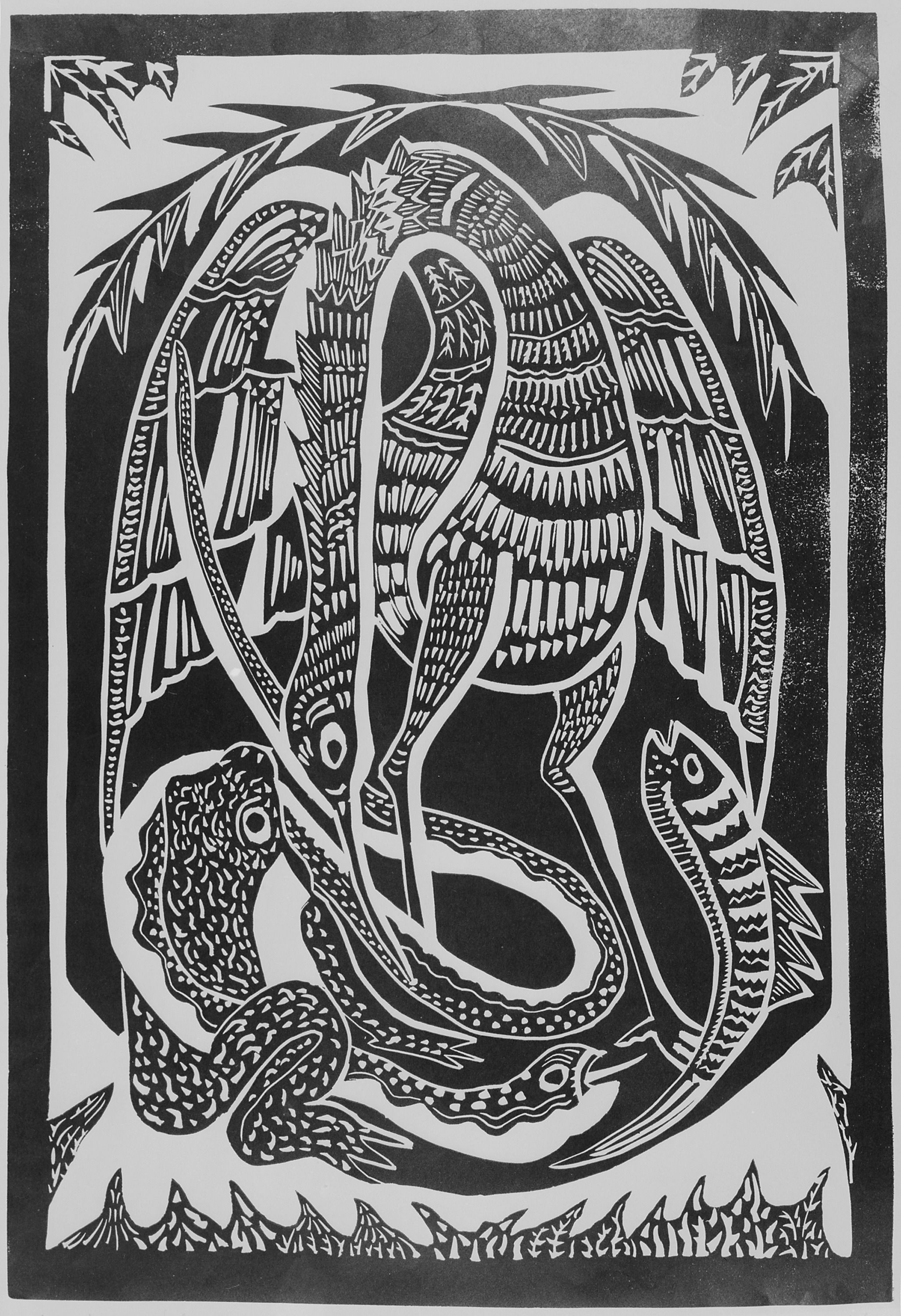
Truyện ngụ ngôn châu Phi
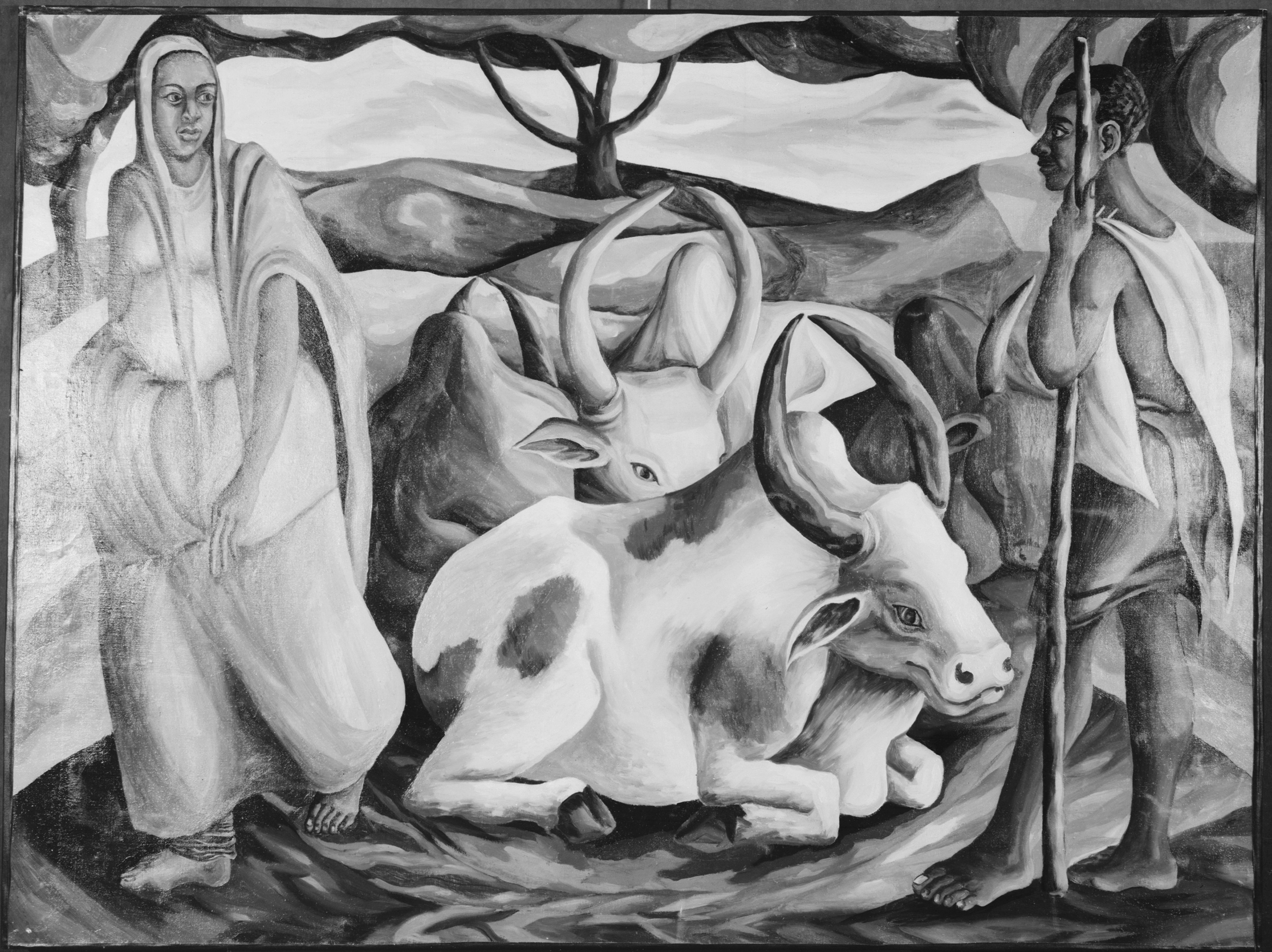
Bò gia súc
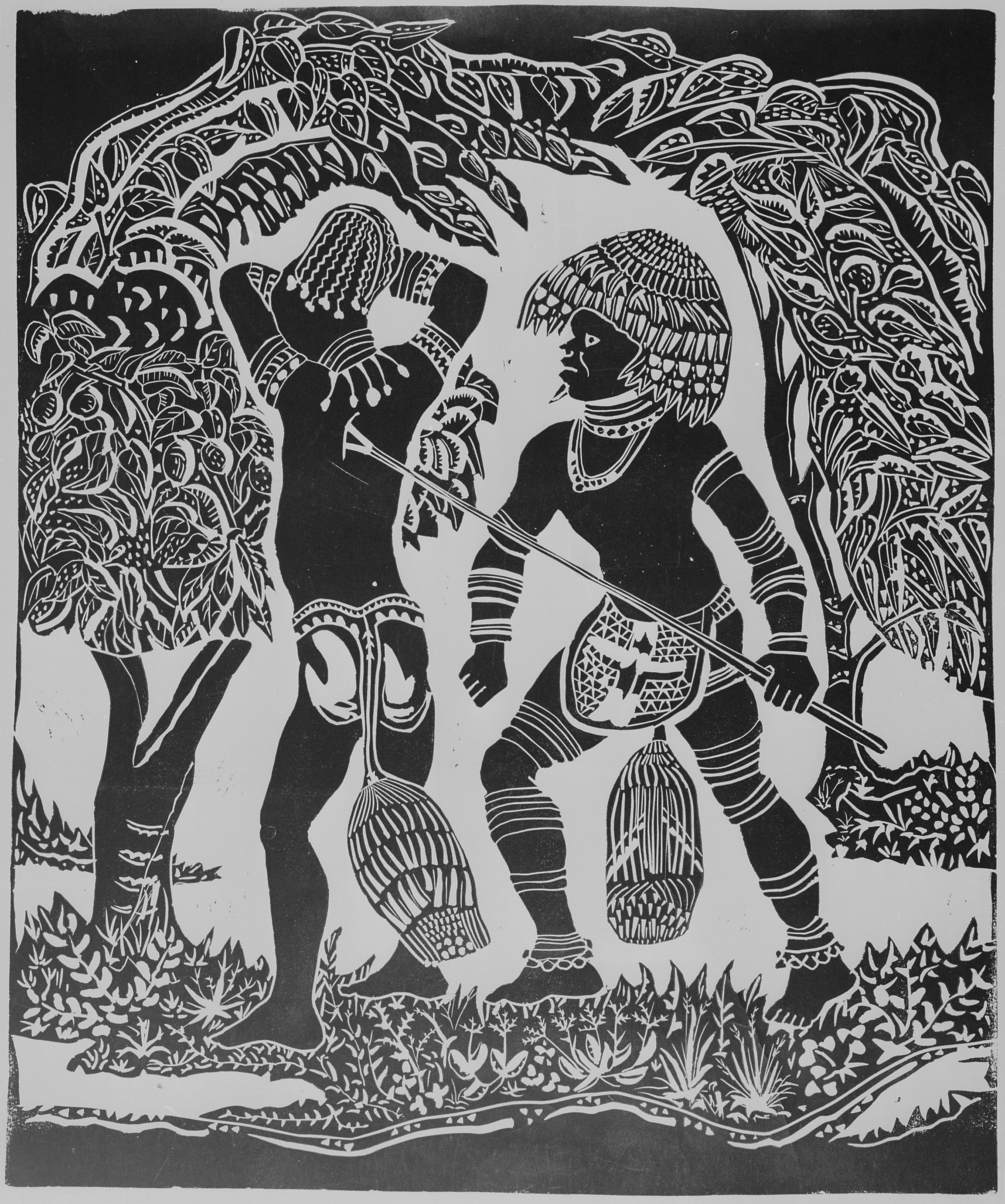
Cái chết trong rừng

 Betty Manyolo minh họa cuốn sách Awo olwatuuka.

## Triển lãm
Một số bản in linocut của cô, cùng với một bức tranh sơn dầu, đã được trưng bày thông qua Quỹ Harmon bắt đầu vào năm 1961; tác phẩm của cô cũng được đưa vào Triển lãm Du lịch của Viện Smithsonian của các nhà in Châu Phi đương đại từ năm 1966 đến năm 1968.